# Camas (Washington)
Camas is een plaats (city) in de Amerikaanse staat Washington, en valt bestuurlijk gezien onder Clark County.

## Demografie
Bij de volkstelling in 2000 werd het aantal inwoners vastgesteld op 12.534.
In 2006 is het aantal inwoners door het United States Census Bureau geschat op 17.480, een stijging van 4946 (39,5%).

## Geografie
Volgens het United States Census Bureau beslaat de plaats een oppervlakte van
32,5 km², waarvan 28,2 km² land en 4,3 km² water. Camas ligt op ongeveer 14 m boven zeeniveau.

## Plaatsen in de nabije omgeving
De onderstaande figuur toont nabijgelegen plaatsen in een straal van 12 km rond Camas.

## Geboren
- Jimmie Rodgers (1933-2021), popzanger